# بروكس هايز
بروكس هايز (بالإنجليزية: Lawrence Brooks Hays)‏ هو محامي ومربي وسياسي أمريكي، ولد في 9 أغسطس 1898 في لندن في الولايات المتحدة، وتوفي في 11 أكتوبر 1981 في الولايات المتحدة. حزبياً، نشط في الحزب الديمقراطي. وقد انتخب المساعد الخاص لرئيس الجمهورية ‏ (ديسمبر 1961 – فبراير 1964) وانتخب Assistant Secretary of State for Legislative Affairs ‏ (1961 – 1961) وانتخب عضو مجلس النواب الأمريكي.